# Equipe de filmagem
Em cinema, equipe de filmagem é um grupo de pessoas contratadas por uma empresa de produção com o objectivo  de  produzir um filme (exceto filmes de animação).  A equipe se distingue do elenco, porque no elenco fazem parte os atores que aparecem na frente da câmera, e que desempenham funções de personagens do filme. A equipe é separada dos produtores pelo facto de os produtores serem aqueles que possuem uma parte de qualquer indústria cinematográfica ou direitos de propriedade intelectual do filme. Uma equipe de filmagem é dividida por diferentes departamentos, e cada um deles é especializado em um aspecto específico da produção. 
Projecto de emoção de um filme tem três fases distintas: desenvolvimento, produção e distribuição. Dentro da fase de produção também existem três fases sequenciais claramente definidas como: pré-produção, filmagem e pós-produção. Muitas posições na equipe do filme estão associadas a apenas uma ou duas das fases. Também são feitas distinções entre pessoal de cima da linha (como o diretor, o roteirista e os produtores) que iniciam a sua participação durante a fase de desenvolvimento do projeto, e os técnicos da tripulação  baixo da linha envolvidos somente com a fase de produção.